# Vrhunski prevaranti
Vrhunski prevaranti (eng. Hustle) je britanska dramsko-humoristične TV serija u produkciji tvrtke Kudos Film & Television snimljena za BBC. Autor je Tony Jordan. Serija prati grupu vrhunskih, profesionalnih prevaranata, koji se bave tzv. dugim prevarama ((long cons), iako je Danny Blue bio specijalist za 'kratke prevare' (short cons)) tj. prevarama koje traže pripremu i rad grupe ljudi, no u skladu s uloženim trudom i nagrada (tj. novac stečen prevarom) je proporcionalno veći. Radnja serije prati likove koji su slični onima viđenim u filmovima "Uhvati me ako možeš" (Catch Me If You Can) - tj. Franku Abagnaleu mlađem koga glumi Leonardo Di Caprio ili "Šibicari" s Nicholasom Cageom.
BBC je objavio da će osma sezona, koja je počela s emitiranjem u siječnju 2012, ujedno biti i zadnja. Posljednja epizoda je emitirana 17. veljače 2012.

## Pravila varanja
- prvo pravilo svake prijevare: Ne možeš prevariti poštenog čovjeka (The first rule of the con is you can't cheat an honest man).

- može se prevariti samo pohlepnog čovjeka, onoga tko želi dobiti nešto na lak način bez rada: Može se prevariti samo onoga tko želi nešto za ništa, a dobit će ništa za nešto, tj. uložit će i izgubiti novac nadajući se višestrukom povratu uloženoga (It only works if he wants something for nothing, and we give him nothing for something).

- pravilo koje se ne smije zaboraviti glasi: Nije sve u novcu (It's not all about the money), tj. vrhunski prevaranti većinom ne varaju ljude samo kako bi došli do novca i lagodno živjeli bez rada, niti svojim žrtvama uzmu i zadnji novčić, nego u pravilu varaju one koji su nezasluženo došli do novaca, tj. imaju ulogu Robina Hooda prevaranata.

## Uloge
U ekipi je uvijek pet članova, četiri muška i jedan ženski.
- Adrian Lester kao Michael Mickey Bricks Stone (sezone 1-3, 5-8) je vođa grupe, ponekad se rabi izraz inside man, tj. mozak operacije (osim u četvrtoj sezoni u kojoj privremeno ulogu preuzima Danny Blue).

- Robert Glenister kao Ash Three Socks Morgan (sezone 1-8) je meštar (fixer), što god treba nabaviti (stranu valutu, računala), on nabavlja.

- Kelly Adams kao Emma Kennedy (sezona 5-8) je ženska prinova u petoj sezoni serije, mlada plavuša (u stvarnom životu 29 godina, rođena 1979.) koja vara sve oko sebe s lakoćom.

- Matt Di Angelo kao Sean Kennedy (sezona 5-8) je muška prinova u ekipi u petoj sezoni, Emin brat koji je htio postati glumac, a postaje uspješan prevarant.

- Robert Vaughn kao Albert Stroller (sezone 1-8) je roper, tj. član ekipe koji često pronalazi žrtvu, a uvijek povezuje, tj. upoznaje žrtvu s ostalim članovima grupe. Najstariji je član grupe, amerikanac već dugo na privremenom radu u Velikoj Britaniji.

- Rob Jarvis kao Eddie (sezone 1-8), barmen i vlasnik bara u kome se prevaranti često nalaze, naivac bez premca koga prevaranti vole, tako mu u petoj sezoni pomažu vratiti dugove.

- Marc Warren kao Danny Blue (sezone 1-4, 8), na početku mali od kužine, koji s vremenom (u četvrtoj sezoni kad Mickey odlazi u Australiju "prodati" Sidneysku Operu) postaje vođa grupe.

- Jaime Murray kao Stacie Monroe (sezone 1-4, 8), crnokosa ljepotica koja mnoge muške žrtve zavara svojim izgledom.

- Ashley Walters kao Billy Bond (sezona 4), početnik u grupi prevanata u četvrtoj sezoni, Danny ga nije htio primiti u ekipu, ali nije imao izbora, Imogen nije bila pravi izbor.

## Vanjske poveznice
- http://www.mojtv.info/2006/09/09/hutle-vrhunski-prevaranti/%5Bneaktivna+poveznica%5D